# 皇甫亮
皇甫亮（?—?），字君翼，安定郡朝那县（今宁夏固原市东南）人，北齐官员，出自安定皇甫氏。
皇甫亮是皇甫徽之子，皇甫和之弟。高欢起事后，皇甫亮为大行台郎中。还乡后又降南梁，由南梁再返回邺城。性情质朴，言无矫饰。所居宅湾下，想要出卖。将买者问其原因，回答“为水淹不泄，雨流床下”，于是宅子终没有卖出去。不乐任职，常羡慕退隐林泉，超然自乐。以参与撰写北齐禅代仪注，封榆中男。曾三日不到公所，齐文宣帝问其故，皇甫亮回答：“一日雨，一日醉，一日病酒。”文宣帝以他诚实，仅令人打他杖胫三十。兼散骑常侍，聘南陈，以不称职免官。拜任城郡太守，因病不至官，卒于邺城。赠骠骑大将军、安州刺史。